# 中国工业合作协会
中国工业合作协会（英語：Chinese Industrial Co-operatives，中文简称“中国工合”，英文缩写CIC），是“中国工业合作者、手工业者和热心合作事业的人士与组织，自愿结成的具有先进性、统战性、经济性、国际性的全国性社会经济团体”。
中国工业合作协会接受主管单位国务院国有资产监督管理委员会、代管单位中国轻工业联合会、社团登记管理机关中华人民共和国民政部的业务指导及监督管理；统一战线工作则接受中共中央统战部的指导。

## 历史

### 创立
1937年抗日战争爆发后，中国各主要沿海城市先后被日军占领，抗日根据地及大后方的工业品十分短缺。为了支援抗日战争，保证军用及民用工业品的供给，1937年11月，胡愈之、林福裕、埃德加·斯诺、路易·艾黎等人在上海发起了组织工业合作社运动，成立了“中国工业合作运动设计委员会”，并起草了《中国工业合作社运动》，其中主要内容有：（1）“中国迫切需要建设经济国防”；（2）“建设新经济国防的计划”。1938年5月，徐新六、埃德加·斯诺、路易·艾黎等人携带该计划抵达汉口，受到国民政府有关方面的同意，并且受到中国共产党方面的周恩来、秦邦宪、董必武等人支持。
1938年8月5日，中国工业合作协会在武汉成立。该会由路易·艾黎（新西兰人）、埃德加·斯诺与海伦·福斯特·斯诺夫妇（美国人）、胡愈之、徐新六等人共同发起成立。中国国民党、中国共产党以及民主人士共同参加了中国工业合作协会的领导工作。名誉理事长为宋美龄，理事长为孔祥熙，路易·艾黎任行政院技术顾问、中国工业合作协会代理总干事。1938年底，该会迁至重庆，成立理事会，理事有林伯渠、董必武、邓颖超、王世杰、邵力子、张治中、杭立武、俞鸿钧、沈钧儒、黄炎培、莫德惠等人。中国工业合作协会作为推动中国工合运动的民间组织，直隶行政院。并且在中国西北、川康、东南、西南等地区陆续设立工合办事处，下设工合事务所，组建各类工业生产合作社及联合社。中国工业合作协会的宗旨是组织失业工人成立工业生产合作社，将生产寓于救济之中，以支援军用及民用，支援抗日战争。

### 发展
中国工业合作协会是工合运动的领导机关，从1938年至1949年该会内部组织沿革如下：
- 第1时期（1938年8月至1940年7月）：理事长孔祥熙，总干事刘广沛、副总干事梁士纯，组织组组长卢广绵，技术组组长林福裕，宣传委员会负责人沙千里，此外还设有总务组。
- 第2时期（1940年7月至1941年8月）：理事会下设四个处，秘书处梅贻宝，业务处刘广沛，财务处宁恩承，推进处梁士纯。
- 第3时期（1941年8月至1942年7月）：设常务理事会，孔祥熙、蒋廷黻、俞鸿钧、顾翊群、杭立武任常务理事，执行顾问费吴生负责日常工作，业务处刘广沛负责，推进处梁士纯负责，财务处杨学坤负责。
- 第4时期（1942年7月至1943年6月）：总干事周象贤，业务处刘广沛，推进处梁士纯，财务处杨学坤，总务室杨士廉，视察室杨治全，技术室李熙谋。
- 第5时期（1943年6月至1944年12月）：设三人委员会，由总干事徐维廉、副总干事杨扶青与陈乙明组成，财务处陈乙明负责，业务处杨扶青兼，总务室（兼秘书）张师贤。
- 第6时期（1945年1月至1949年5月）：宋子文代理理事长，理事会实际工作由杭立武负责。总干事张福良，副总干事（1945年）于永滋（原名于树德）。业务处：负责技术、指导、供销、视察、宜传、教育、福利，并负责编辑出版《工业合作》，吴志铎1945年曾任副处长，1946年起由孙邦藻任处长，专员张立森、秦柳方。财务处：负责贷款、会计、出纳、稽核，处长陈乙明于1946年赴香港。另外还设有总务室、秘书。[2]

中国工业合作协会在区或省设立办事处，办事处设主任1人，负责计划、指挥、监督。办事处内设组织课、技术课、会计课、供销课、总务课等课，设区视察1人。办事处下设事务所，是直接组织各个工业生产合作社的指导核心，事务所内分为会计、指导、事务，有的地方事务所还下设站。
中国工业合作协会的实际分区情况如下：
- 第1时期：设有东南区、西北区、西南区3个区。
- 第2至第4时期：设有西北区、晋豫区、川康区、滇黔区、湘桂区、赣闽粤区、浙皖区7个区。
- 第5时期：设有东南区、西北区、西南区、川康区4个区。川康区在四川省设有11个事务所。西北区设有16个事务所，分别为陕西省10个所，甘肃省、山西省各2个所，河南省、湖北省各1个所。东南区设有15个事务所，部分设在江西省，部分设在福建省、浙江省、广东省。西南区设有15个事务所，分别为湖南省7个所，广西省、贵州省各4个所。
- 第6时期：西北区改为5个辅导区，西南区改为3个辅导区，每个辅导区各设专员1人。东南区仍然包括浙江省、福建省、广东省、江西省4个省。四川省、云南省、湖南省、广西省改为直属总会领导。[2]

1940年代，中国工业合作协会的主要事业有：军毯制造、淘金、纺织工业、造纸工业、化学工业、制革工业、机器工业、食品工业、矿冶工业。1944年，中国工业合作协会领导工业生产合作社463家。
中国工业合作协会在抗日战争和第二次国共内战中发挥了重要作用，受到中国共产党方面的毛泽东、周恩来、徐特立、叶挺等领导人的赞扬。“工合Gung-Ho”也成为美国字典中的一个词条，成为团结合作、勇敢开拓之象征。

### 国内外工合运动促进委员会
与此同时，国内外设立的工合运动推进委员会主要有：
- 工合上海促进委员会：1938年8月中国工业合作协会在武汉成立之后，上海的“中国工业合作运动设计委员会”即更名为“中国工合运动上海促进委员会”，以会员全体大会作为该会的最高组织，以主席、秘书、会计及各分委员会的主席组成执行委员会，下设有财务委员会、技术委员会、宣传委员会。财务委员会负责筹募、接收、保管国内外同情工合运动人士之捐款。技术委员会负责网罗技术人才及熟练的技术工人，送往大后方参加工业生产合作社工作。宣传委员会负责出版和宣传方面的工作。工合上海促进委员会首任主席是徐新六，在从香港乘桂林号飞机飞往武汉时遭到日本飞机狙击而遇难。[2]
- 工合香港促进委员会：1938年8月成立，组织结构和职责与工合上海促进委员会相同。由于上海处于日本控制下，活动无法公开，而香港则较为自由，所以出版刊物等工作都依靠工合香港促进委员会，工合香港促进委员会也成为工合上海促进委员会与中国工业合作协会之间的枢纽。工合香港促进委员会名誉主席宋庆龄，主席钟秉锋，副主席郑铁如，赞助人有中外人士25人。[2]
- 工合国际委员会：1939年5月，为推动国际支持工合运动，正在香港的宋庆龄、陈翰笙等人发起成立工合国际促进委员会，宋庆龄任名誉主席，香港圣公会会督何明华（英国人）任主席，委员有埃德加·斯诺、路易·艾黎、普律德女士（美国人）等人，陈翰笙任秘书，会计初为郑铁如，后为陈乙明。该会的主要职责是：宣传、分配贷款、协助推进计划、视察、介绍技术及专家、设研究机构、办理训练工作、出版刊物等等。该会每年举行一次全体会议，平日则由主席、秘书处理日常事务。在工合国际委员会的推动下，在美国纽约、英国伦敦等地先后成立了工合促进委员会，在华侨及同情中国抗日战争的团体、国际友人中募款，所得款项部分转送抗日根据地及解放区，部分交给中国工业合作协会用于指定的工合业务及训练。工合国际委员会募款大约500万美元。日军占领香港后，工合国际委员会迁至成都。陈翰笙曾经在桂林主持工合研究所，后来赴印度，遂改由英国人汤逊（Peten Tounsend）担任秘书，常驻重庆、成都两地。[1][2]
- 国外工合促进会：[2]
  - 工合菲律宾促进会：1939年成立，100多人担任委员，名誉主席是美国的菲律宾高级专员弗朗西斯·鲍斯·塞尔（英语：Francis Bowes Sayre, Sr.）的夫人，主席是博雷博士，执行委员会主席但诺尔。该会的主要职责为宣传、募捐。[2][3]斯諾夫婦亦於1938年11月受宋慶齡委託到菲律賓參與籌組。[4]
  - 工会纽约促进会：1940年成立，名誉主席为美国总统富兰克林·德拉诺·罗斯福的夫人安娜·埃莉诺·罗斯福，该会委员亚菲夫人曾在1944年到中国考察，该会还委托路易·艾黎为代表。
- 其他组织：加拿大、新西兰、新加坡也成立了工合促进会。此外，美国援华委员会、英国援华委员会，都是各类援华团体的联合组织，统筹支配捐款，通过工合国际委员会援助中国工合运动。[2]

### 结束
1946年2月，中国工业合作协会迁至上海，会址设在圆明园路。工合国际委员会则从成都迁回香港，秘书汤逊经常派驻上海（中华人民共和国成立后，汤逊返回英国）。
1940年，在陕西省双石铺筹设“培黎工艺学校”，路易·艾黎一直担任校长。1943年该校迁至兰州，1944年又迁至河西走廊的甘肃省山丹县。
抗日战争胜利后，中国工业合作协会在收复区未能积极展开工作，原来在内地的工业生产合作社也在逐年减少。1946年底，共有工业生产合作社348家，社员6100人；1947年底，工业生产合作社仅余333家，社员5455人；1948年底，工业生产合作社又降至316家，社员3972人。
上海战役前，中国工业合作协会总干事张福良赴美国，其他干部都留守。中国人民解放军占领上海后，中国人民解放军上海市军事管制委员会派沙千里等人接管该会，秦柳方也参与了接管工作。不久，中国工业合作协会迁往北京，颜泽龙任代理总干事。1951年，中国工业合作协会合并于中华全国合作总社。培黎学校于1952年迁返兰州，改为兰州石油学校。工合国际委员会于1952年在香港宣布停止活动。

### 恢复
1980年，胡愈之等人以及中国工业合作协会的老同志在全国政协会议上提出恢复中国工业合作协会的活动。经中华人民共和国国务院领导同意，1983年11月举行了工合全国代表会议，推选薛暮桥为名誉理事长，路易·艾黎为名誉顾问，选举49位理事，罗俊为理事长（后来由毕平非代理）。中国工业合作协会由此恢复活动。1988年11月，中国工业合作协会举行第二次理事（扩大）会议，改选申健为理事长（申健逝世后，由卢广绵代理），副理事长谢邦选、秦柳方。中国工业合作协会恢复活动之后，陆续成立省、市分会及支会，开展了组社、培训、咨询等项业务。2006年12月20日，中国工业合作协会第三次全国代表大会在北京召开。在中共中央、中华人民共和国国务院的领导及有关部门支持下，中国工业合作协会的事业获得很大发展。中国工业合作协会在发展经济、繁荣市场、扩大就业、开展对外交流与合作等方面有所贡献。中国工业合作协会欢迎国内外的企业家、事业家、科技工作者等人士加入该会。
1987年9月，经主管部门批准，工合国际委员会恢复活动，先后由路易·艾黎、杨波担任主席，恢复了对外宣传、联系、筹款等活动，并且在甘肃省山丹县、湖北省洪湖县、山东省龙口—蓬莱、北京市海淀区设立工合试验区（点）。1987年底，路易·艾黎在北京逝世，此后1992年1月30日成立“路易·艾黎合作事业基金会”，杨波担任该基金会主席，继续推进路易·艾黎提倡的工合事业。
2013年9月14日，中国工业合作协会在北京举行成立75周年大会，并且聘请台湾“三三企业交流会”会长江丙坤为名誉会长。江丙坤遂成为与名誉会长周铁农、顾秀莲、李贵鲜并列的名誉会长。

## 服务
工合国际通过与合作社密切合作，提供咨询与培训服务，辅助合作社发展，坚持合作社基本原则，指导和促进各种类型的合作社发展。工合国际探讨和总结中国条件下的合作社的成功经验，通过它们的示范作用，推动中国合作社事业的健康发展。
工合国际委员资格向一切和热心合作社事业人士和合作社社员开放。工合国际常设机构为执行委员会和主席团，负责全委会休会期间决策事务。工合国际办事机构为秘书处。秘书处根据主席团与执委会决议，提出并执行各项工作计划与项目活动。主席团与执委会依次每月轮流举行一次会议。每五年举行一次全委会。通过《工合国际通讯》和“委员座谈会”保持与委员间的信息交流和意见交换。
工合国际现有三个全职工作人员，两个兼职人员，并具有一个以委员为主的志愿者队伍，提供各种推广合作社的服务。
工合国际委员会办公地点设在北京市朝阳区芍药居20号吉利家园3号楼805室。工合国际委员会出版中、英文季刊《工合国际通讯》，报导工作，沟通信息。

## 宗旨
如今中国工业合作协会的宗旨为：
在中国共产党的领导下，以科学发展观为指导，遵守宪法、法律和国家政策，遵守社会道德风尚，团结一切热心工合事业的人士和组织，发扬工合优良传统，组织、指导、协调、促进合作经济及合作社的建设与发展，推进区域合作与国际合作，为构建社会主义和谐社会，全面实现小康作贡献。

## 职能
如今中国工业合作协会的职能为：

- （一）保护好、利用好、发展好中国工合组织资源，组织、指导、协调全国工业合作事业，推进各种经济成份、多种组织形式的合作经济共同发展。
- （二）加强合作经济的理论研讨与实践创新，研究在社会主义市场经济条件下，工合组织的地位、作用、任务和发展方向，探讨工合经济与城乡新型合作经济组织联合发展的有效形式，提出有关合作经济政策和立法方面的意见和建议。
- （三）开展与国内外合作组织及友好人士之间的经济技术交流与合作，充分发挥工合组织的桥梁纽带作用。
- （四）维护工合会员与各级工合组织的合法权益。
- （五）建立工合社会化服务体系，为工合会员和企业提供市场调查、信息传播、技术培训、信用调研、品牌推广、法律维权、管理咨询等服务。
- （六）开展职业教育、劳动技能、从业资格等方面的培训，为国家经济建设和工合事业发展培训干部和专业人才。
- （七）开办中国工合网站，编辑出版工合书刊杂志，宣传国际合作运动及合作社发展原则，传播工合先进文化。
- （八）承担政府和有关部门委托的其它事项。

## 中国工业合作协会历任领导
名誉理事长、会长
- 宋美龄（1938年－？，名誉理事长）
- 薛暮桥（1983年－1988年，名誉理事长）
- 薛暮桥（1988年－2005年逝世，名誉理事长）
- 杨波（2006年－2011年，名誉理事长）
- 胡德平（2006年－2011年，名誉理事长）
- 周铁农（2011年－，名誉会长）
- 顾秀莲（2011年－，名誉会长）
- 李贵鲜（2011年－，名誉会长）
- 万绍芬（2011年－，名誉理事长）
- 胡德平（2011年－，名誉理事长）
- 杨志海（2011年－，名誉理事长）
- 钱桂敬（2011年－，名誉理事长）
- 陈广文（2011年－，名誉理事长）
- 孙晓华（2011年－，名誉理事长）
- 江丙坤（2013年－，名誉会长）

理事长
- 孔祥熙（1938年－？）
- 宋子文（1945年1月－1949年，代理理事长）
- 罗俊（1983年－？，第一届理事长）
- 毕平非（？－1988年，第一届代理理事长）
- 申健（1988年－1992年逝世，第二届理事长）
- 卢广绵（1992年－1995年逝世，第二届代理理事长）
- 刘世馨（1998年－2006年，第二届理事长）
- 高宗银（2006年－2011年，第三届理事长）
- 高宗银（2011年－，第四届理事长）

总干事
- 路易·艾黎（1938年8月－1938年底，代理总干事）
- 刘广沛（1938年－？）
- 费吴生（？－？，顾问）
- 周象贤（1942年－1943年）
- 徐维廉（1943年－1944年12月）
- 张福良（1945年1月－1949年）
- 颜泽龙（？－1951年，代理总干事）